# Rejon latyczowski
Rejon latyczowski – jednostka administracyjna wchodząca w skład obwodu chmielnickiego Ukrainy.
Rejon utworzony w 1937 na części obszaru dawnego powiatu tej nazwy, ma powierzchnię 950 km². Siedzibą władz rejonu jest Latyczów.
Na terenie rejonu znajdują się 2 osiedlowe rady i 19 silskich rad, obejmujących w sumie 55 miejscowości.

## Miejscowości rejonu
- (Антонівка)
- (Анютине)
- Bieleckie (Білецьке)
- Bochny[2] (Бохни)
- Bucnie (Буцні)
- Czapla (Чапля)
- Holeniszczów (Голенищеве)
- (Головчинці)
- (Голосків)
- (Горбасів)
- (Гречинці)
- Hruszkiwczi (Грушківці)
- (Іванинці)
- Jalyniwka[3] (Ялинівка)
- (Ярославка)
- (Юрченки)
- Kozackie (Козачки)
- (Копитинці)
- (Кудинка)
- (Лисогірка)
- (Лісо-Березівка)
- (Лозни)
- Latyczów (Летичів)
- Międzybóż (Меджибіж)
- Majdan (Майдан)
- (Майдан-Вербецький)
- (Майдан-Голенищівський)
- (Майдан-Сахнівський)
- (Малаківщина)
- (Марківці)
- (Митківці)
- (Михунки)
- (Москалівка)
- (Нова Гута)
- Nowokonstantynów (Новокостянтинів)
- (Новомиколаївка)
- (Подільське)
- (Попівці)
- (Прилужне)
- (Ревуха)
- (Рожни)
- (Розсохувата)
- (Російська Буда)
- Rudnia (Рудня)
- (Русанівці)
- (Сахни)
- (Свічна)
- Śnitówka (Снітівка)
- (Ставниця)
- Susliwci (Susłowce)
- Terłówka (Терлівка)
- Trebuchowce[4] (Требухівці)
- (Шрубків)
- Warenka (Варенка)
- (Вербка)
- (Волосівці)
- (Западинці)